# Judo-Grand-Slam-Turnier in Paris
Das Grand-Slam-Turnier in Paris ist ein Judo-Turnier in Paris. Es ist im Jahreskalender das erste Judo-Grand-Slam-Turnier. Bis 2023 wurde das Turnier an zwei Tagen ausgetragen, 2024 erstmals als Drei-Tages-Veranstaltung.
Das Turnier findet seit 2009 statt. Es wird in der AccorHotels Arena ausgetragen, bis 2015 hieß der Veranstaltungsort Palais Omnisports de Paris-Bercy. Vor 2009 wurde seit 1971 das Tournoi de Paris ausgetragen. Das Turnier für 2021 wurde wegen der Covid-19-Pandemie zuerst auf Mai verschoben und fand schließlich im Oktober statt.

## Siegerliste des Turniers 2009
Das erste Grand-Slam-Turnier in Paris fand am 7. und 8. Februar 2009 statt.
| Gewichtsklasse     | Männer              | Frauen               |
| ------------------ | ------------------- | -------------------- |
| Superleichtgewicht | Dimitri Dragin      | Emi Yamagishi        |
| Halbleichtgewicht  | Masato Uchishiba    | Natalja Kusjutina    |
| Leichtgewicht      | Wang Ki-chun        | Ioulietta Boukouvala |
| Halbmittelgewicht  | Song Dae-nam        | Yoshie Ueno          |
| Mittelgewicht      | Matthieu Dafreville | Lucie Décosse        |
| Halbschwergewicht  | Takamasa Anai       | Céline Lebrun        |
| Schwergewicht      | Teddy Riner         | Tong Wen             |

## Siegerliste des Turniers 2010
Das zweite Grand-Slam-Turnier in Paris fand am 6. und 7. Februar 2010 statt.
| Gewichtsklasse     | Männer             | Frauen                |
| ------------------ | ------------------ | --------------------- |
| Superleichtgewicht | David Asumbani     | Emi Yamagishi         |
| Halbleichtgewicht  | Kim Joo-jin        | Misato Nakamura       |
| Leichtgewicht      | Wang Ki-chun       | Kaori Matsumoto       |
| Halbmittelgewicht  | Leandro Guilheiro  | Gévrise Émane         |
| Mittelgewicht      | Takashi Ono        | Lucie Décosse         |
| Halbschwergewicht  | Elco van der Geest | Akari Ogata           |
| Schwergewicht      | Teddy Riner        | Jelena Iwaschtschenko |

## Siegerliste des Turniers 2011
Das dritte Grand-Slam-Turnier in Paris fand am 5. und 6. Februar 2011 statt.
| Gewichtsklasse     | Männer           | Frauen                |
| ------------------ | ---------------- | --------------------- |
| Superleichtgewicht | Rishod Sobirov   | Haruna Asami          |
| Halbleichtgewicht  | Junpei Morishita | Mönchbaataryn Bundmaa |
| Leichtgewicht      | Riki Nakaya      | Automne Pavia         |
| Halbmittelgewicht  | Kim Jae-bum      | Gévrise Émane         |
| Mittelgewicht      | Daiki Nishiyama  | Lucie Décosse         |
| Halbschwergewicht  | Henk Grol        | Audrey Tcheuméo       |
| Schwergewicht      | Teddy Riner      | Megumi Tachimoto      |

## Siegerliste des Turniers 2012
Das vierte Grand-Slam-Turnier in Paris fand am 4. und 5. Februar 2012 statt.
| Gewichtsklasse     | Männer                       | Frauen           |
| ------------------ | ---------------------------- | ---------------- |
| Superleichtgewicht | Rishod Sobirov               | Tomoko Fukumi    |
| Halbleichtgewicht  | David Larose                 | Yuka Nishida     |
| Leichtgewicht      | Saindschargalyn Njam-Otschir | Telma Monteiro   |
| Halbmittelgewicht  | Ole Bischof                  | Miki Tanaka      |
| Mittelgewicht      | Dilshod Choriyev             | Haruki Tachimoto |
| Halbschwergewicht  | Naidangiin Tüwschinbajar     | Mayra Aguiar     |
| Schwergewicht      | Teddy Riner                  | Megumi Tachimoto |

## Siegerliste des Turniers 2013
Das fünfte Grand-Slam-Turnier in Paris fand am 9. und 10. Februar 2013 statt.
| Gewichtsklasse     | Männer                       | Frauen              |
| ------------------ | ---------------------------- | ------------------- |
| Superleichtgewicht | Naohisa Takato               | Haruna Asami        |
| Halbleichtgewicht  | David Larose                 | Yuki Hashimoto      |
| Leichtgewicht      | Chaschbaataryn Tsagaanbaatar | Automne Pavia       |
| Halbmittelgewicht  | Yahyo Imomov                 | Clarisse Agbegnenou |
| Mittelgewicht      | Warlam Liparteliani          | Kim Polling         |
| Halbschwergewicht  | Lukáš Krpálek                | Lucie Louette       |
| Schwergewicht      | Teddy Riner                  | Megumi Tachimoto    |

## Siegerliste des Turniers 2014
Das sechste Grand-Slam-Turnier in Paris fand am 8. und 9. Februar 2014 statt.
| Gewichtsklasse     | Männer                   | Frauen              |
| ------------------ | ------------------------ | ------------------- |
| Superleichtgewicht | Ganbatyn Boldbaatar      | Emi Yamagishi       |
| Halbleichtgewicht  | Michail Puljajew         | Majlinda Kelmendi   |
| Leichtgewicht      | Bang Gui-man             | Anzu Yamamoto       |
| Halbmittelgewicht  | Awtandil Tschrikischwili | Clarisse Agbegnenou |
| Mittelgewicht      | Lee Kyu-won              | Linda Bolder        |
| Halbschwergewicht  | Cyrille Maret            | Anamari Velenšek    |
| Schwergewicht      | Ryu Shichinohe           | Kanae Yamabe        |

## Siegerliste des Turniers 2015
Das siebte Grand-Slam-Turnier in Paris fand am 17. und 18. Oktober 2015 statt.
| Gewichtsklasse     | Männer                      | Frauen                 |
| ------------------ | --------------------------- | ---------------------- |
| Superleichtgewicht | Naohisa Takato              | Mönchbatyn Urantsetseg |
| Halbleichtgewicht  | Dawaadordschiin Tömörchüleg | Majlinda Kelmendi      |
| Leichtgewicht      | Hiroyuki Akimoto            | Telma Monteiro         |
| Halbmittelgewicht  | Shakhzodbek Sabirov         | Tina Trstenjak         |
| Mittelgewicht      | Warlam Liparteliani         | Haruka Tachimoto       |
| Halbschwergewicht  | Cyrille Maret               | Audrey Tcheuméo        |
| Schwergewicht      | Hisayoshi Harasawa          | Émilie Andéol          |

## Siegerliste des Turniers 2016
Das achte Grand-Slam-Turnier in Paris fand am 6. und 7. Februar 2016 statt.
| Gewichtsklasse     | Männer                   | Frauen                    |
| ------------------ | ------------------------ | ------------------------- |
| Superleichtgewicht | Toru Shishime            | Galbadrachyn Otgontsetseg |
| Halbleichtgewicht  | Masashi Ebinuma          | Majlinda Kelmendi         |
| Leichtgewicht      | An Chang-rim             | Kim Jan-di                |
| Halbmittelgewicht  | Awtandil Tschrikischwili | Clarisse Agbegnenou       |
| Mittelgewicht      | Daiki Nishiyama          | Kim Seong-yeon            |
| Halbschwergewicht  | Cyrille Maret            | Mayra Aguiar              |
| Schwergewicht      | Hisayoshi Harasawa       | Megumi Tachimoto          |

## Siegerliste des Turniers 2017
Das neunte Grand-Slam-Turnier in Paris fand am 11. und 12. Februar 2017 statt.
| Gewichtsklasse     | Männer           | Frauen            |
| ------------------ | ---------------- | ----------------- |
| Superleichtgewicht | Naohisa Takato   | Jeong Bo-kyeong   |
| Halbleichtgewicht  | Hifumi Abe       | Majlinda Kelmendi |
| Leichtgewicht      | Soichi Hashimoto | Kwon You-jeong    |
| Halbmittelgewicht  | Frank de Wit     | Tina Trstenjak    |
| Mittelgewicht      | Cheng Xunzhao    | Chizuru Arai      |
| Halbschwergewicht  | Kentaro Iida     | Audrey Tcheuméo   |
| Schwergewicht      | Takeshi Ojitani  | Sarah Asahina     |

## Siegerliste des Turniers 2018
Das zehnte Grand-Slam-Turnier in Paris fand am 10. und 11. Februar 2018 statt.
| Gewichtsklasse     | Männer          | Frauen              |
| ------------------ | --------------- | ------------------- |
| Superleichtgewicht | Toru Shishime   | Darja Bilodid       |
| Halbleichtgewicht  | An Ba-ul        | Uta Abe             |
| Leichtgewicht      | Akil Gjakova    | Christa Deguchi     |
| Halbmittelgewicht  | Sōtarō Fujiwara | Clarisse Agbegnenou |
| Mittelgewicht      | Shoichiro Mukai | Sally Conway        |
| Halbschwergewicht  | Michael Korrel  | Audrey Tcheuméo     |
| Schwergewicht      | Kokoro Kageura  | Kim Min-jong        |

## Siegerliste des Turniers 2019
Das elfte Grand-Slam-Turnier in Paris fand am 9. und 10. Februar 2019 statt.
| Gewichtsklasse     | Männer              | Frauen              |
| ------------------ | ------------------- | ------------------- |
| Superleichtgewicht | Naohisa Takato      | Ami Kondo           |
| Halbleichtgewicht  | Denis Vieru         | Ai Shishime         |
| Leichtgewicht      | Soichi Hashimoto    | Christa Deguchi     |
| Halbmittelgewicht  | Dominic Ressel      | Clarisse Agbegnenou |
| Mittelgewicht      | Gwak Dong-han       | Yōko Ōno            |
| Halbschwergewicht  | Warlam Liparteliani | Madeleine Malonga   |
| Schwergewicht      | Kim Sung-min        | Idalys Ortíz        |

## Siegerliste des Turniers 2020
Das zwölfte Grand-Slam-Turnier in Paris fand am 8. und 9. Februar 2020 statt.
| Gewichtsklasse     | Männer                  | Frauen              |
| ------------------ | ----------------------- | ------------------- |
| Superleichtgewicht | Ryūju Nagayama          | Darja Bilodid       |
| Halbleichtgewicht  | An Ba-ul                | Distria Krasniqi    |
| Leichtgewicht      | Soichi Hashimoto        | Christa Deguchi     |
| Halbmittelgewicht  | Matthias Casse          | Clarisse Agbegnenou |
| Mittelgewicht      | Nikoloz Sherazadishvili | Yōko Ōno            |
| Halbschwergewicht  | Peter Paltchik          | Madeleine Malonga   |
| Schwergewicht      | Henk Grol               | Romane Dicko        |

## Siegerliste des Turniers 2021
Das dreizehnte Grand-Slam-Turnier in Paris fand am 16. und 17. Oktober 2021 statt.
| Gewichtsklasse     | Männer          | Frauen              |
| ------------------ | --------------- | ------------------- |
| Superleichtgewicht | Balabay Aghayev | Wakana Koga         |
| Halbleichtgewicht  | Ryōma Tanaka    | Gefen Primo         |
| Leichtgewicht      | Kenshi Harada   | Haruka Funakubo     |
| Halbmittelgewicht  | Takeshi Sasaki  | Barbara Timo        |
| Mittelgewicht      | Kenta Nagasawa  | Saki Niizoe         |
| Halbschwergewicht  | Arman Adamian   | Alexandra Babinzewa |
| Schwergewicht      | Inal Tassojew   | Raz Hershko         |

## Siegerliste des Turniers 2022
Das vierzehnte Grand-Slam-Turnier in Paris fand am 5. und 6. Februar 2022 statt.
| Gewichtsklasse     | Männer                    | Frauen           |
| ------------------ | ------------------------- | ---------------- |
| Superleichtgewicht | Ryūju Nagayama            | Natsumi Tsunoda  |
| Halbleichtgewicht  | Jondonperenlein Baschüü   | Amandine Buchard |
| Leichtgewicht      | Lascha Schawdatuaschwili  | Haruka Funakubo  |
| Halbmittelgewicht  | Sōtarō Fujiwara           | Nami Nabekura    |
| Mittelgewicht      | Sanshiro Murao            | Margaux Pinot    |
| Halbschwergewicht  | Toma Nikiforov            | Audrey Tcheuméo  |
| Schwergewicht      | Odchüügiin Tsetsentsengel | Wakaba Tomita    |

## Siegerliste des Turniers 2023
Das fünfzehnte Grand-Slam-Turnier in Paris fand am 4. und 5. Februar 2023 statt.
| Gewichtsklasse     | Männer                   | Frauen           |
| ------------------ | ------------------------ | ---------------- |
| Superleichtgewicht | Balabay Aghayev          | Blandine Pont    |
| Halbleichtgewicht  | Bohdan Jadow             | Distria Krasniqi |
| Leichtgewicht      | Lascha Schawdatuaschwili | Priscilla Gneto  |
| Halbmittelgewicht  | Tato Grigalaschwili      | Gili Sharir      |
| Mittelgewicht      | Noël van ’t End          | Ai Tsunoda       |
| Halbschwergewicht  | Michael Korrel           | Audrey Tcheuméo  |
| Schwergewicht      | Teddy Riner              | Kim Ha-yun       |

## Siegerliste des Turniers 2024
Das sechzehnte Grand-Slam-Turnier in Paris fand vom 2. bis zum 4. Februar 2024 statt und dauerte damit abweichend von der bisherigen Praxis drei Tage.
| Gewichtsklasse     | Männer           | Frauen              |
| ------------------ | ---------------- | ------------------- |
| Superleichtgewicht | Luka Mkheidze    | Shirine Boukli      |
| Halbleichtgewicht  | Takeshi Takeoka  | Distria Krasniqi    |
| Leichtgewicht      | Tatsuki Ishihara | Faiza Mokdar        |
| Halbmittelgewicht  | Matthias Casse   | Clarisse Agbegnenou |
| Mittelgewicht      | Mihael Žgank     | Miriam Butkereit    |
| Halbschwergewicht  | Aaron Wolf       | Anna-Maria Wagner   |
| Schwergewicht      | Teddy Riner      | Romane Dicko        |

## Siegerliste des Turniers 2025
Das siebzehnte Grand-Slam-Turnier in Paris fand vom 2. bis zum 3. Februar 2025 statt.
| Gewichtsklasse     | Männer                    | Frauen           |
| ------------------ | ------------------------- | ---------------- |
| Superleichtgewicht | Romain Valadier-Picard    | Mitsuki Kondo    |
| Halbleichtgewicht  | Ruslan Pashayev           | Kisumi Omori     |
| Leichtgewicht      | Shakhram Akhadov          | Martha Fawaz     |
| Halbmittelgewicht  | François Gauthier-Drapeau | Haruka Kaju      |
| Mittelgewicht      | Kim Jong-hoon             | Ai Tsunoda       |
| Halbschwergewicht  | Dzhafar Kostoev           | Patrícia Sampaio |
| Schwergewicht      | Inal Tassojew             | Léa Fontaine     |